# Filip Ambroz
Filip Alexander Ambroz, född 1 december 2003 i Göteborg, är en svensk-kroatisk fotbollsspelare som spelar för Ljungskile SK.

## Klubblagskarriär
Filip Ambroz moderklubb är Tuve IF. Via PR Academy kom han till IFK Göteborg som elvaåring.
Den 5 februari 2021 gjorde Ambroz sin A-lagsdebut i IFK Göteborg, då han stod för ett inhopp i årets första träningsmatch mot Halmstads BK.  Knappt fyra månader senare gjorde han sin allsvenska debut. I 0-0-matchen mot Djurgårdens IF den 23 maj 2021 bytte Ambroz av Pontus Wernbloom i den 87:e minuten. Den 4 augusti 2022 lånades Ambroz ut till NK Dugopolje på ett låneavtal som gäller året ut. Den 11 augusti 2023 lånades Ambroz ut till Ljungskile SK på ett låneavtal över resten av säsongen. I februari 2024 värvades Ambroz permanent till Ljungskile SK där han skrev på ett kontrakt över 2025.

## Landslagskarriär
Filip Ambroz är tillgänglig för landslagsspel för både Sverige och Kroatien.
Våren 2019 debuterade Ambroz för Kroatiens P16-landslag, efter att ha varit en del av landslagsverksamheten sedan 14 års ålder.

## Personligt
Filip Ambroz far kommer från Kroatien medan hans mor är svensk.

## Statistik
| Klubb               | Säsong             | Liga               | Liga    | Liga | Nationell cup | Nationell cup | Totalt  | Totalt |
| Klubb               | Säsong             | Division           | Matcher | Mål  | Matcher       | Mål           | Matcher | Mål    |
| ------------------- | ------------------ | ------------------ | ------- | ---- | ------------- | ------------- | ------- | ------ |
| IFK Göteborg        | 2021               | Allsvenskan        | 6       | 0    | 1             | 0             | 7       | 0      |
| IFK Göteborg        | 2022               | Allsvenskan        | 1       | 0    | 0             | 0             | 1       | 0      |
| IFK Göteborg        | 2023               | 0                  | 0       | 0    | 0             | 0             | 0       |        |
| IFK Göteborg        | Totalt             | Totalt             | 7       | 0    | 1             | 0             | 8       | 0      |
| NK Dugopolje (lån)  | 2022/2023          | Druga HNL          | 5       | 0    | 0             | 0             | 5       | 0      |
| Ljungskile SK (lån) | 2023               | Ettan Södra        | 12      | 2    | 0             | 0             | 12      | 2      |
| Ljungskile SK       | 2024               | Ettan Södra        | 0       | 0    | 0             | 0             | 0       | 0      |
| Totalt i karriären  | Totalt i karriären | Totalt i karriären | 24      | 2    | 1             | 0             | 25      | 2      |